# Округ Њутон (Џорџија)
Округ Њутон (енгл. Newton County) је округ у америчкој савезној држави Џорџија.

## Демографија
По попису из 2010. године број становника је 99.958, што је 37.957 (61,2%) становника више него 2000. године.
| Група             | 2000.          | 2010.          |
| Белци             | 46.007 (74,2%) | 51.995 (52,0%) |
| Афроамериканци    | 13.771 (22,2%) | 40.878 (40,9%) |
| Азијати           | 449 (0,7%)     | 906 (0,9%)     |
| Хиспаноамериканци | 1.157 (1,9%)   | 4.635 (4,6%)   |
| Укупно            | 62.001         | 99.958         |